# Pulaski (Tennessee)
Pulaski ist eine City in und Verwaltungssitz von Giles County im US-Bundesstaat Tennessee in den Vereinigten Staaten. Das U.S. Census Bureau hat bei der Volkszählung 2020 eine Einwohnerzahl von 8.397 ermittelt.

## Beschreibung und Geschichte
Pulaski hat eine Fläche von 17,0 km². Die Stadt wurde benannt zu Ehren des Helden des Amerikanischen Unabhängigkeitskriegs, General Kazimierz Pułaski.
Die Stadt wurde im Jahre 1809 gegründet. In der Nähe von Pulaski gab es eine Reihe von Scharmützeln während der Franklin-Nashville Kampagne im Amerikanischen Bürgerkrieg. Im Jahre 1863 wurde der Konföderierte Sam Davis in Pulaski durch die US-Armee wegen Spionage gehängt.
Im Dezember 1865, in den ersten Tagen der Reconstruction-Ära, wurde durch sechs ehemalige Offiziere der Confederate States Army, John C. Lester, John B. Kennedy, James R. Crowe, Frank O. McCord, Richard R. Reed und J. Calvin Jones, der Ku-Klux-Klan gegründet. Die Gründungsplakette, die zu Ehren des KKK angebracht worden war, wurde aus Protest auf den Kopf gedreht.

## Flughafen
Abernathy Field ist ein öffentlicher Flughafen, er gehört der Stadt Pulaski und dem Giles County. Er befindet sich sechs Kilometer südwestlich des Central Business District von Pulaski.

## Söhne und Töchter der Stadt
(Sortiert nach Geburtsjahr)
- John Goff Ballentine (1825–1915), Politiker
- Samuel St. George Rogers (1832–1880), Jurist, Plantagenbesitzer, Politiker und Offizier
- Z. W. Ewing (1843–1909), Politiker
- John Crowe Ransom (1888–1974), Schriftsteller und Kritiker
- Keyes Beech (1913–1990), Journalist
- Ross Bass (1918–1993), Politiker
- Larry Birdsong (1934–1990), Rhythm-&-Blues-Sänger

## Bildung
Pulaski hat eine High School, die Giles County Highschool, und ist der Sitz des Tennessee Technology Center in Pulaski sowie der University of Tennessee Southern.